# Mario Hoyer
Mario Hoyer (Ronneburg, RDA, 26 de julio de 1975) es un deportista de la RDA que compitió en bobsleigh. Participó en los Juegos Olímpicos de Calgary 1988, obteniendo una medalla de bronce en la prueba doble (junto con Bernhard Lehmann).

## Palmarés internacional
| Juegos Olímpicos | Juegos Olímpicos | Juegos Olímpicos  | Juegos Olímpicos |
| Año              | Lugar            | Medalla           | Prueba           |
| ---------------- | ---------------- | ----------------- | ---------------- |
| 1988             | Calgary (Canadá) | Medalla de bronce | Doble            |